# Валтура
Валтура (итал. Altura) је место у општини Лижњан у јужној Истри, које се налази око 11 km североисточно од Пуле.

## Културно-историјски споменици
Два км од места налази се Незакцијум, најважнији археолошки локалитет на читавом истарском полуострву. Пространа и масивна незакцијумска градина обликована је у бронзано доба. Незакцијум је био престоница илирског народа Хистри. Овде се 177. п. н. е. одиграла одлучујућа битка између Римњана и Хистра.

## Становништво
На попису становништва 2011. године, Валтура је имала 875 становника.

## Попис1991.
На попису становништва 1991. године, насељено место Валтура је имало 541 становника, следећег националног састава:
| Попис 1991.‍  | Попис 1991.‍  | Попис 1991.‍ | Попис 1991.‍ | Попис 1991.‍ |
| ------------ | ------------ | ----------- | ----------- | ----------- |
|              |              |             |             |             |
| Хрвати       | Хрвати       |             | 418         | 77,26%      |
| Југословени  | Југословени  |             | 17          | 3,14%       |
| Италијани    | Италијани    |             | 8           | 1,47%       |
| Срби         | Срби         |             | 7           | 1,29%       |
| Муслимани    | Муслимани    |             | 3           | 0,55%       |
| Мађари       | Мађари       |             | 1           | 0,18%       |
| Словенци     | Словенци     |             | 1           | 0,18%       |
| неопредељени | неопредељени |             | 5           | 0,92%       |
| регион. опр. | регион. опр. |             | 76          | 14,04%      |
| непознато    | непознато    |             | 5           | 0,92%       |
| укупно: 541  |              |             |             |             |